# 高達縣
高達縣是印度的一個縣，位於該國東部，由賈坎德邦負責管轄，面積2,110平方公里，識字率為57.68%，2011年人口1,311,382，人口在2001至2011年期間增加25%，人口密度每平方公里622人。

## 外部連結
- Official district government website （页面存档备份，存于）
- （页面存档备份，存于） List of places in Godda

24°49′N 87°13′E / 24.817°N 87.217°E